# Jan Hamming
Jan Hamming (Vlissingen, 28 augustus 1966) is een Nederlands politicus en bestuurder. Hij is lid van de PvdA. Sinds 27 september 2017 is hij burgemeester van Zaanstad.

## Biografie
Hamming groeide op in Breda en werd op zijn vijftiende lid van de PvdA. In 1985 ging Hamming economie studeren aan de KUB in Tilburg. In die stad werd hij politiek actief voor de PvdA en in 1994 werd hij gekozen tot gemeenteraadslid. In 1999 werd Hamming benoemd tot wethouder in Tilburg. Hij werd belast met de portefeuille welzijn, jongeren en wijken.
Bij de gemeenteraadsverkiezing van 2006 was Hamming lijsttrekker van de PvdA. In de 39-koppige gemeenteraad behaalde hij met zijn partij elf zetels. Onder zijn leiding werd het college van voor de verkiezingen (PvdA, CDA, GroenLinks en de lokale partij Algemeen Belang) zonder de inbreng van Algemeen Belang voortgezet. In dat college volgde Hamming Els Aarts (CDA) op als locoburgemeester en kreeg hij de portefeuille Ruimtelijke Ordening, Wonen, Integratie en Sport. Tevens werd hij wijkwethouder van de Reeshof.
In 2007 werd Hamming vicevoorzitter van het landelijke partijbestuur van de PvdA. Hamming werd door een aantal prominente partijgenoten als kandidaat getipt voor het voorzitterschap. Hamming beschouwde het als eervol dat de partij een beroep op hem wilde doen, maar vond dat hij met het mandaat van de Tilburgse bevolking niet vroegtijdig kon afhaken. Per december 2009 is Hamming geen lid meer van het partijbestuur. Hij werd opgevolgd door Bert Otten. Na de gemeenteraadsverkiezingen van 2010 werd Hamming opnieuw wethouder. Ditmaal in een coalitie van zijn PvdA met de VVD, D66, CDA en GroenLinks.

### Burgemeester
Op 8 maart 2012 werd Hamming geïnstalleerd als burgemeester van Heusden. Hij werd gekozen uit 23 sollicitanten. Als wethouder van Tilburg kreeg hij meer salaris dan als burgemeester van Heusden, maar Hamming maakte al voor zijn installatie duidelijk dat hij geen gebruik ging maken van de wachtgeldregeling om het verschil bij te passen.
Op 10 juli 2017 droeg de gemeenteraad van Zaanstad Hamming voor als nieuwe burgemeester. Twee dagen later maakte het Brabants Dagblad in een spraakmakend artikel bekend dat Hamming ook de topkandidaat was om burgemeester van 's-Hertogenbosch te worden. Hij bleek op 10 juli zijn sollicitatie bij 's-Hertogenbosch te hebben afgezegd, enkele uren voordat de gemeenteraad van 's-Hertogenbosch hem ook als burgemeester wilde voordragen. Door zijn afzegging werd Jack Mikkers, de burgemeester van Veldhoven, voorgedragen. De vertrouwenscommissie in 's-Hertogenbosch voelde zich bedonderd, omdat Hamming aangaf zich om persoonlijke redenen terug te trekken voor de voordracht in 's-Hertogenbosch. Op 1 september werd bekend dat de ministerraad de voordracht van Zaanstad heeft overgenomen en benoemde hem per 27 september 2017.
Hamming kwam landelijk in het nieuws toen hij eind 2022 officieel als eerste  burgemeester in Nederland de TikTok-app ging gebruiken om jongeren te kunnen bereiken nadat hij les kreeg van de jongensgroep Vijftal. Het aantal volgers van de burgemeester verdubbelde hierdoor. Op 6 april 2023 werd bekend dat Hamming van 21 juni tot 3 september dat jaar met verlof gaat om bij te komen van de coronacrisis en de gevolgen van de oorlog in Oekraïne. Zijn taken zullen worden waargenomen door locoburgemeester Harrie van der Laan en Hans Kuyper als voorzitter van de gemeenteraad. 6 april dat jaar werd hij ook door de gemeenteraad voorgedragen voor een tweede ambtstermijn als burgemeester van Zaanstad, dat in moet gaan op 27 september dat jaar.
- Virtual International Authority File: 3983153289887232770007
- WorldCat: E39PBJbtmbGHvtgdyXfvVJCvpP